# بيتي ميرفي
بيتي ميرفي (بالإنجليزية: Betty Murphy)‏ هي ممثلة أمريكية، ولدت في 1953. بدأت مشوارها المهني سنة 1975.

## وصلات خارجية
- بيتي ميرفي على موقع IMDb (الإنجليزية)
- بيتي ميرفي على موقع ألو سيني (الفرنسية)
- بيتي ميرفي على موقع أول موفي (الإنجليزية)
- بيتي ميرفي على موقع قاعدة بيانات الأفلام السويدية (السويدية)
- بيتي ميرفي على موقع قاعدة بيانات الفيلم (الإنجليزية)
- بيتي ميرفي على موقع كينوبويسك (الروسية)